# Avanti! (Zeitung)

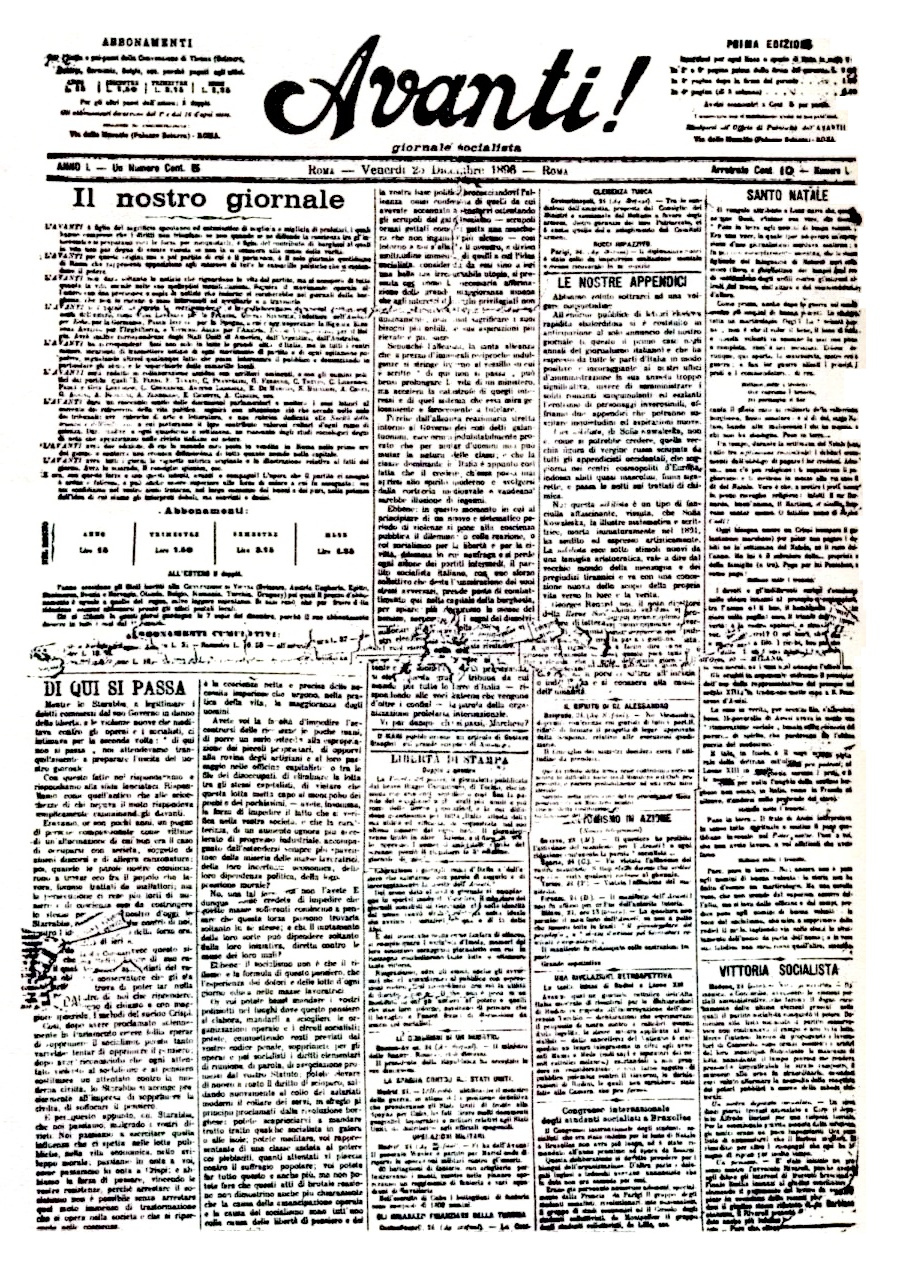
Titelblatt der ersten Ausgabe vom 25. Dezember 1896

Avanti! (deutsch Vorwärts!) war von 1896 bis 1993 die Zeitung der Sozialistischen Partei Italiens (PSI). Der Name der Zeitung wurde vom Vorwärts übernommen, der Zeitung der Sozialdemokratischen Partei Deutschlands. Die erste Ausgabe erschien in Rom am 25. Dezember 1896. Anfangs wurde sie von Leonida Bissolati geleitet.
1911 wurde der Sitz der Zeitung nach Mailand verlegt. Avanti! förderte eine breite Werbung zur absoluten Neutralität Italiens im Ersten Weltkrieg. Nachdem sie zunächst diese Position unterstützt hatte, tendierte die Zeitung später auf Druck ihres Chefredakteurs  seit 1912 Benito Mussolini, der die Ideen des Irredentismus unterstützte, für ein Eingreifen in den Krieg. Darum wurde Mussolini 1914 seines Amtes enthoben und darauffolgend aus dem PSI ausgeschlossen, woraufhin er die Tageszeitung Il Popolo d’Italia gründete.
Am 15. April 1919 steckten faschistische Schwadronen in Mailand den Sitz der Zeitung in Brand, und die Regierung Mussolinis (ab 1922) verbot ihre Veröffentlichung im Jahre 1926; daher wurde die Avanti! im Exil als Wochenzeitung in Paris und Zürich veröffentlicht. 
Die Zeitung erschien in Italien 1943 wieder, aber in der Zeit nach dem Zweiten Weltkrieg, als die PSI gegenüber der Kommunistischen Partei und den Christdemokraten an Bedeutung verlor, wurde die Auflage gesenkt, und Avanti! wurde nie wieder die einflussreiche Zeitung, die sie zwischen den Kriegen war.
Die Avanti! erwarb aber unter den Fachlesern in den 1980er-Jahren wieder einen gewissen Ruhm dank der Artikel des sozialistischen Parteivorsitzenden Bettino Craxi, der Kolumnen zur politischen Analyse mit dem Pseudonym Ghino di Tacco unterzeichnete. 
Die Zeitung wurde 1993 geschlossen, da auch sie nicht von der Krise der PSI und der anderen großen Parteien im Zuge des tangentopoli-Skandals am Ende der Ersten Republik verschont blieb.
Heute wird eine Zeitung mit dem Namen Avanti! von Valter Lavitola und Sergio de Gregorio veröffentlicht, die der Nuovo PSI (Neuen Sozialistischen Partei) nahesteht.